# ClariS
ClariS (クラリス, Kurarisu) é uma dupla de musica pop japonesa que foi formada em 2009 pelas cantoras Clara e Alice de Hokkaido, que eram estudantes dos anos finais do ensino fundamental na época. O duo começou a cantar covers de músicas e a compartilhá-las no site japonês de compartilhamento de vídeos Niconico entre 2009 e 2010. Posteriormente, o ClariS assinou contrato com a SME Records e lançou seu single de estreia "Irony" em outubro de 2010. Três singles adicionais foram lançados entre 2011 e 2012, seguidos pelo álbum de estreia Birthday (2012). Birthday recebeu um Disco de Ouro da Associação da Indústria de Gravação do Japão por ter ultrapassado cem mil cópias enviadas em um único ano. Seis singles adicionais foram lançados entre 2012 e 2014, os quais foram apresentados no segundo álbum Second Story (2013) e no terceiro álbum Party Time (2014). Alice deixou a dupla após o lançamento do Party Time, e Karen se juntou ao ClariS no final de 2014. O ClariS mudou para o selo Sacra Music, sob a Sony Music Entertainment Japan, em 2017.
As músicas de ClariS apareceram em diversos animes, como Oreimo, Puella Magi Madoka Magica, nisemonogatari, Nisekoi e Eromanga Sensei. Elas também se apresentaram no Nippon Budokan e em eventos de música de anime no Japão, como Animax Musix e Animelo Summer Live. Em novembro de 2017, fizeram sua primeira aparição no exterior no Anime Festival Asia em Singapura.
O grupo era conhecido por seus membros não mostrarem seus rostos em público ou revelarem suas identidades. Elas usam máscaras durante as apresentações ao vivo, e sua persona é representada por ilustrações feitas por vários artistas para material promocional. No entanto, elas revelaram seus rostos duas vezes durante uma apresentação no Pacifico Yokohama em 2017 e durante o concerto de seu 10º aniversário em 2020. Em 2022, elas revelaram seus rostos em um videoclipe para uma nova versão de sua música "Connect".

## História

### 2009–12: Formação e início de carreira
ClariS foi formado no final de 2009, inicialmente com o nome de "Alice Clara", quando duas garotas do primeiro ano do ensino médio, Clara e Alice, colocaram um cover da música Vocaloid chamada "Step to You" no site Nico Nico Douga em 10 de outubro de 2009. A dupla lançou mais sete covers em 2009. Em 24 de abril de 2010, os editores das revistas da Sony, através da Sony Music Entertainment Japan, lançaram a revista de música de anime  LisAni! com um CD como brinde, que continha a canção original "Drop", composta por  Kz do Livetune e cantada por ClariS. Foram lançados mais cinco covers em 2010, entre eles, "Listen!!", tema de encerramento de K-On!!, compartilhado em 5 de junho de 2010. A segunda edição da revista LisAni!, lançada em 24 de julho de 2010, continha outra canção original, "Kimi no Yume o Miyō" (君の夢を見よう), que era novamente cantada pela dupla. Um single contendo as duas músicas foi lançado exclusivamente no Comiket 78 em 13 de agosto de 2010.
Em setembro de 2010, ClariS assinou com a SME Records e lançou seu primeiro single, "Irony", em 20 de outubro de 2010. "Irony" estreou na 7ª posição na parada de singles semanal da Oricon. A música foi composta por Kz e usada como tema de abertura do anime Ore no Imōto ga Konna ni Kawaii Wake ga Nai. Good Smile Company lançou figuras da dupla em janeiro de 2013, que tiveram como base as ilustrações de Hiro Kanzaki para a capa do single "Irony". O segundo single, "Connect" (コネクト), foi lançado em 2 de fevereiro de 2011. "Connect" estreou na 5ª posição na parada de singles semanal da Oricon e é usado como tema de abertura do anime Puella Magi Madoka Magica. "Connect" recebeu mais tarde o Disco de Ouro pela Recording Industry Association of Japan (RIAJ) em janeiro de 2012 por tem ultrapassado 100,000 cópias vendidas em um ano. ClariS contribuiu com a canção "True Blue" no álbum de estreia de Zone, Zone Tribute: Kimi ga Kureta Mono (ZONEトリビュート～君がくれたもの～), lançado em 10 de agosto de 2011; "True Blue" é um cover do single de 2003 da Zone.
O terceiro single, "Nexus", foi lançado em 14 de setembro de 2011 e estreou na 5ª posição na parada de singles semanal da Oricon. "Nexus" foi composto por Kz e é usado como tema de abertura do jogo Ore no Imōto ga Konna ni Kawaii Wake ga Nai Portable ga Tsuzuku Wake ga Nai, bem como a música tema do 9º volume da light novel de Ore no Imōto ga Konna ni Kawaii Wake ga Nai; ClariS fez uma apariação especial no mesmo volume. "Don't Cry", presente no single "Nexus", é usada como música tema da revista Aoharu da Shueisha. O quarto single, "Naisho no Hanashi" (ナイショの話), foi lançado em 1 de fevereiro de 2012 e estreou na 2ª posição na parada de singles semanal da Oricon. "Naisho no Hanashi" foi composta por Ryo do Supercell e é usada como tema de encerramento do anime Nisemonogatari.

### 2012–14:Birthday,Second Storye saída de Alice
ClariS lançou seu álbum de estreia, Birthday, em 11 de abril de 2012. O álbum foi lançado em três edições: a edição regular, composta apenas pelo CD, uma edição limitada, composta por CD e DVD  e uma outra edição limitada, com CD, DVD e duas figuras da dupla, além de um CD bônus com duas músicas. Birthday recebeu o Disco de Ouro pelo RIAJ em maio de 2012. Em 15 de agosto de 2012, foi lançado o quinto single, "Wake Up"; ele é usado como tema de abertura do anime Moyashimon Returns. O sexto single, "Luminous" (ルミナス), foi lançado em 10 de outubro de 2012; ele foi usado como tema de abertura do filme Puella Magi Madoka Magica. O sétimo single, "Reunion", composto por Kz, foi lançado em 17 de abril de 2013; ele é usado como tema de abertura da segunda temporada do anime Ore no Imōto ga Konna ni Kawaii Wake ga Nai.
ClariS lançou o segundo álbum de estúdio, Second Story, em 26 de junho de 2013. O oitavo single, "Colorful" (カラフル), foi lançado em 30 de outubro de 2013; ele é usado como tema de abertura do filme Puella Magi Madoka Magica: Rebellion. O novo single, "Click", composto por Kz, foi lançado em 29 de janeiro de 2014; ele é usado como tema de abertura do anime Nisekoi. O décimo single, "Step", composto novamente por Kz, foi lançado em 16 de abril de 2014; ele é usado como o segundo tema de abertura de Nisekoi. ClariS lançou o terceiro álbum, Party Time, em 4 de junho de 2014, o qual foi a última contribuição de Alice com a banda.

### 2014–presente: Estreia de Karen
Após Alice sair do grupo, Clara desmentiu os boatos de que ClariS iria acabar. Em 8 de novembro de 2014, no 19º volume da revista LisAni! da M-ON! Entertainment, foi lançado um CD anexo contendo a música original "Clear Sky" cantada por ClariS, agora composta por Clara e Karen que, assim como Clara, está no colegial. ClariS lançou o 11º single, "Border", em 7 de janeiro de 2015; a música foi utilizada como tema de encerramento do anime Tsukimonogatari. ClariS se apresentou ao vivo no concerto LisAni! Live-5 em 25 de janeiro de 2015 no Nippon Budokan. ClariS lançou o primeiro álbum de compilação, ClariS: Single Best 1st, em 15 de abril de 2015. ClariS lançou o 12º single "Anemone" (アネモネ) em 29 de julho de 2015; a música é usada como tema de encerramento do anime Classroom Crisis. O grupo se apresentou ao vivo no Zepp Tokyo em 31 de julho de 2015.
Em 2024, se apresentaram no Brasil em julho, na Anime Friends.

## Integrantes

Ilustração de ClariS por Hideyuki Morioka, com Clara (esquerda) e Alice (direita)

Até 2014, ClariS era composto por duas garotas do ensino médio de Hokkaido conhecidas como Clara e Alice (ambos pseudônimos, para preservar o anonimato delas). O nome da dupla é uma junção dos nomes das cantoras e foi escolhido como uma homenagem a personagem Clarisse do filme O Castelo de Cagliostro. Conforme consta no site oficial da dupla, ClariS também pode significar "claro" e "brilhante" em latim (embora seja realmente escrito como "clarus"). Clara e Alice cantavam desde que estavam no jardim de infância, quando começaram a ter aulas de música na mesma escola, onde se conheceram. Clara também toca piano.
A fim de priorizar seus estudos, ClariS não divulgam fotos de si mesmas para o público e, assim, contratam ilustradores para a desenharem. Quando retratadas, Clara é desenhada vestindo itens cor de rosa, enquanto Alice, itens azuis. Imagens da lua crescente são usadas para representar Clara e o sol é usado para representar Alice, devido as suas preferências pessoais. Clara é apresentada com o cabelo levemente ondulado e sem franja, enquanto Alice possui cabelos lisos e com franja. Para preservarem ainda mais o seu anonimato, Clara e Alice não dizem a ninguém que estrearam como cantoras (com exceção de seus familiares). As duas admitem que são otakus e que têm bastante interesse em animes. Clara diz que esconde seu lado otaku dos outros na escola e Alice apelida a si mesma de otaku Disney.
Alice deixou ClariS no final de 2014, enquanto Clara continuou na banda sozinha até se juntar com sua amiga Karen. Elas se conheceram e se tornaram amigas quando eram colegas na mesma escola de música. Revigorada pela personalidade de Karen, que Clara nota que é bastante diferente da sua, Clara pessoalmente nomeou Karen para suceder Alice na banda, tornando-a a segunda membro de ClariS. De acordo com Clara, Karen é "inocente e energética". Quando desenhada, Karen é retratada vestindo tons pastéis verdes e imagens de estrelas são usadas para representá-la.
No dia 1 de setembro de 2024, Karen anuncia sua saída da dupla. A "graduação" aconteceu no dia 10 de novembro durante a turnê ClariS AUTUMN TOUR 2024 ~ Via Fortuna ~.
No Lis Ani! LIVE 2025, foram introduzidas novas integrantes, Elly e Anna 

## Discografia

### Álbuns

#### Álbuns de estúdio
| Ano  | Detalhes do álbum | Melhor posição na parada Oricon | Certificações |
| ---- | --- | ------------------------------- | ------------- |
| 2012 | Birthday - Data de lançamento: 11 de abril de 2012 - Gravadora: SME (SECL-1111–1113, SECL-1114, SECL-1115–1116) - Formato: CD, CD+DVD, CD+CD+Figuras | 2                               | JP: Ouro      |
| 2013 | Second Story - Data de lançamento: 26 de junho de 2013 - Gravadora: SME (SECL-1331–1333, SECL-1334–1335, SECL-1336) - Formato: CD, CD+DVD            | 6                               |               |
| 2014 | Party Time - Data de lançamento: 4 de junho de 2014 - Gravadora: SME (SECL-1507–1508, SECL-1511, SECL-1509–1510) - Formato: CD, CD+DVD               | 2                               |               |

#### Álbuns de compilação
| Ano  | Detalhes do álbum | Melhor posição na parada Oricon |
| ---- | --- | ------------------------------- |
| 2015 | ClariS: Single Best 1st - Lançamento: 15 de abril de 2015 - Gravadora: SME (SECL-1663, SECL-1657–1658, SECL-1659–1660, SECL-1661–1662) - Formato: CD, CD+DVD, CD+BD | 4                               |

### Singles
| 2010                                   | "Drop"                | —      |                                                                          | ClariS: Single Best 1st |
| 2010                                   | "Kimi no Yume o Miyō" | —      |                                                                          | ClariS: Single Best 1st |
| 2010                                   | "Irony"               | 7      | - RIAJ (celular): Ouro                                                   | Birthday                |
| 2011                                   | "Connect"             | 5      | - RIAJ (digital): Platina - RIAJ (físico): Ouro - RIAJ (cellphone): Ouro | Birthday                |
| 2011                                   | "Nexus"               | 5      |                                                                          | Birthday                |
| 2012                                   | "Naisho no Hanashi"   | 2      |                                                                          | Birthday                |
| 2012                                   | "Wake Up"             | 12     |                                                                          | Second Story            |
| 2012                                   | "Luminous"            | 4      | - RIAJ (físico): Ouro - RIAJ (digital): Ouro                             | Second Story            |
| 2013                                   | "Reunion"             | 2      |                                                                          | Second Story            |
| 2013                                   | "Colorful"            | 3      | - RIAJ (digital): Ouro                                                   | Party Time              |
| 2014                                   | "Click"               | 7      |                                                                          | Party Time              |
| 2014                                   | "Step"                | 3      |                                                                          | Party Time              |
| 2014                                   | "Clear Sky"           | —      |                                                                          | ClariS: Single Best 1st |
| 2015                                   | "Border"              | 4      |                                                                          | ClariS: Single Best 1st |
| 2015                                   | "Anemone"             | [ 74 ] |                                                                          |                         |
| "—" denota lançamentos não projetados. |                       |        |                                                                          |                         |